# Eliezer ben Jose
Eliezer ben Jose (ebraico: Eliezer ben Yose HaGelili - il Galileo) (Galilea, II secolo – ...) saggio rabbino ebreo Tanna vissuto in Giudea nel II secolo ev.
Figlio di Jose il Galileo, è considerato un Tanna della quarta generazione. Fu discepolo di Rabbi Akiba Profondo studioso sia della Halakhah che dell'Aggadah, la sua fama risiede principalmente nelle sue opere in merito alla seconda.